# حوسبة

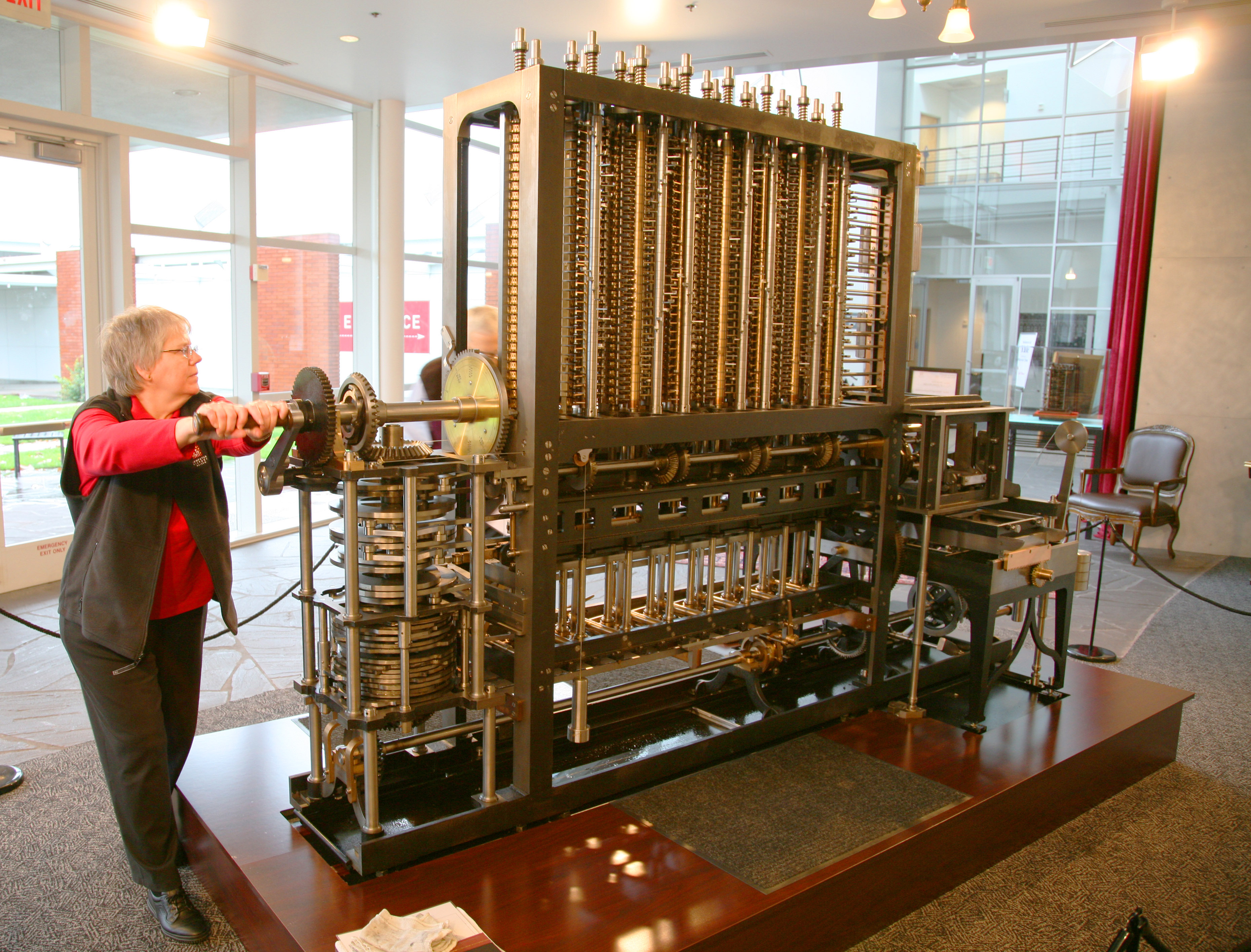
A محرك توليد فرق القسمة لايجاد حل مسألة متعددة الحدود

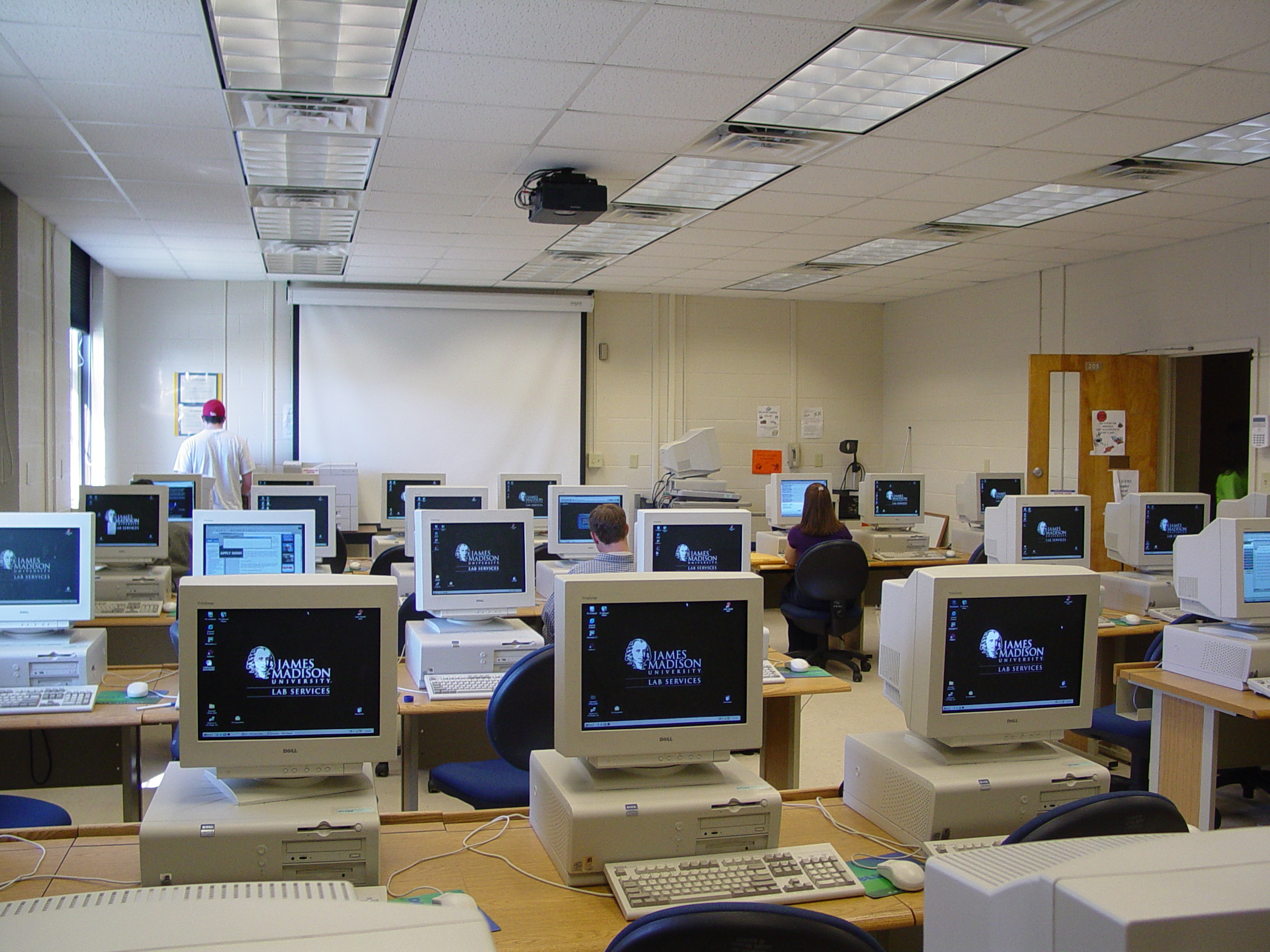
مختبر حاسب آليoratory, Moody Hall, جامعة جیمز مدیسون, 2003

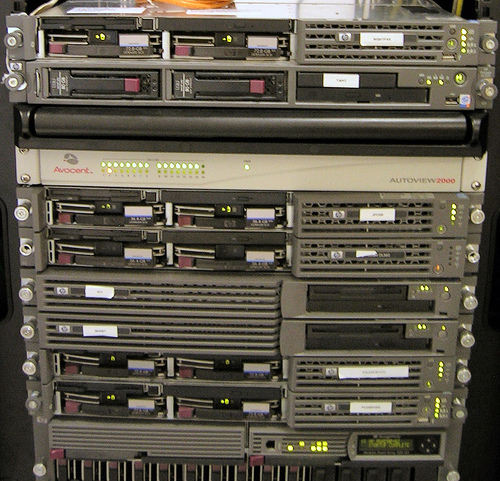
صندوق بخادم من سنة 2006

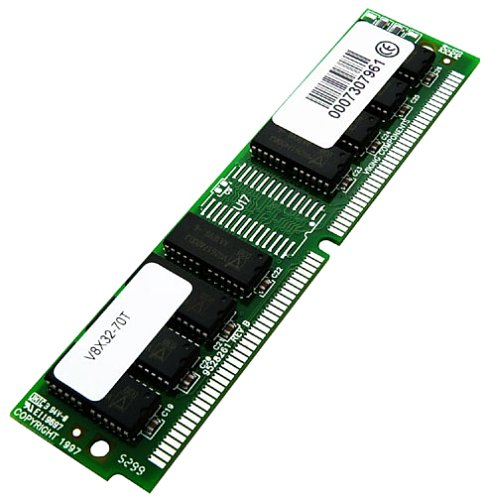
ذاكرة عشوائية.

الْحَوْسَبَةُ (بالإنجليزية: Computing)‏ هي تطوير واستخدام تقنية الحاسوب، وتشمل عتاد الحاسوب وهو الجزء الخاص بتقنية المعلومات. علوم الحاسوب هو علم دراسة الأسس النظرية في الحوسبة وتطبيق النظريات عليها ومشاركتها مع الاخرين

## التعريف
بالإنجليزية المصطلح «Computing» كان يستخدم في الأصل ليفيد العد والحساب، أي العلم الذي يتعلم مع إجراء الحسابات الرياضية. لكنها لاحقا أصبحت تشير إلى عملية الحساب واستخدام آلات حاسبة، والعمليات الالكترونية التي تجري ضمن عتاد الحاسب نفسه. إضافة إلى الأسس النظرية التي تؤسس لعلوم الحاسوب
قامت ACM بتعريف الحوسبة كتخصص ضمن المعلوماتية كما يلي :
تخصص الحوسبة هو الدراسة المنهجية للخوارزميات التي تصف وتحول المعلومات : النظرية، التحليل، التصميم، الفعالية، التطبيق. ويبقى السؤال الأساسي في الحوسبة : ما هو الشيء الذي يمكن أتمته (بفعالية).

## العلم والنظريات
- معلوماتية
- نظرية التحسيب
- نماذج تحسيبية
- حوسبة علمية

## العتاد الصلب
- معالج المعلومات information processor.
- عتاد الحاسوب
- تصميم عتاد الحاسوب Hardware design
- شبكات الحاسوب Computer network
- نظام حاسوبي Computer system
- تاريخ عتاد الحواسيب

### تصنيف على مستوى التعليمات
ذاكرة الوصول العشوائي :
- تصميم instruction set architectures : مجموعة تعليمات بنية الحاسب مقابل CISC
- وحدة سلمية فائقة
- VLIW

## برمجيات الحاسوب
- هندسة البرمجيات Software engineering
- برمجة الحاسوب Computer programming
- براءة برمجيات Software patent

## تاريخ الحوسبة
يعد تاريخ الحوسبة أطول من تاريخ عتاد الحوسبة وتكنولوجيا الحوسبة الحديثة (الحاسوب)، ويتضمن تاريخ الطرق المخصصة للقلم والورق أو الطباشير واللوح الصخري، مع أو دون مساعدة الجداول.
ترتبط الحوسبة بشكل وثيق بتمثيل الأرقام. لكن قبل فترة طويلة من ظهور التجريدات  كالعدد، كانت هناك مفاهيم رياضية تخدم أغراض الحضارة. تشمل هذه المفاهيم التقابل (أساس العد)، والمقارنة بمعيار (يُستخدم للقياس)، والمثلث القائم على أساس 3-4-5 (جهاز لضمان زاوية قائمة).
كان المعداد أول أداة معروفة استُخدمت في الحساب، وكان يُعتقد أنه اختُرع في بابل نحو عام 2400 قبل الميلاد. تَمثل نمط استخدامه الأصلي في رسم خطوط على الرمال مع الحصى. يُستخدم المعداد ذو التصميم الأكثر حداثة، كأدوات حسابية اليوم. كان هذا أول أداة مساعدة حسابية معروفة، إذ سبقت الأساليب اليونانية بنحو ألفي عام.
كانت أول فكرة مسجلة لاستخدام الإلكترونيات الرقمية للحوسبة؛ أطروحة عام 1931 بعنوان «استخدام الثيراترون في العد التلقائي عالي السرعة للظواهر الفيزيائية» من قبل واين ويليامز. ثم قدمت أطروحة كلود شانون لعام 1938 بعنوان «تحليل رمزي لدارتي الترحيل والتحويل» فكرة استخدام الإلكترونيات للعمليات الجبرية المنطقية.
طرح جوليوس إدغر ليلينفيلد مفهوم ترانزستور تأثير المجال في عام 1925. صنع كل من جون باردين ووالتر براتين في عام 1947، خلال عملها تحت إشراف ويليام شوكلي في مختبرات بل، أول ترانزستور يعمل؛ ترانزستور التلامس النقطي (نقطة الاتصال). في عام 1953، صممت جامعة مانشستر أول حاسوب مزود بترانزستور، يسمى حاسوب الترانزستور. غير أن الترانزستورات ثنائية القطب كانت أجهزة ضخمة نسبيًا يصعب تصنيعها على أساس الإنتاج بالجملة، ما قيدها إلى عدد من التطبيقات المتخصصة. اختُرع ترانزستور الأثر الحقلي للأكاسيد المعدنية لأشباه الموصلات (موسفت) على يدي محمد عطا الله وداون كانغ في مختبرات بل عام 1959. كان أول ترانزستور صغير الحجم بالفعل يمكن تصغيره وإنتاجه بالجملة لمجموعة واسعة من الاستخدامات. مكن موسفت من بناء رقائق دارة متكاملة عالية الكثافة، ما أدى إلى ما يُعرف بالثورة الرقمية أو ثورة الحواسيب الشخصية.

## البحوث والتكنولوجيات الناشئة
يشكل كل من حوسبة الحمض النووي الريبوزي منقوص الأكسجين والحساب الكمومي مجالان من مجالات البحث النشط في كل من العتاد الصلب والبرامج (مثل تطوير خوارزميات الكم). تشمل البنية التحتية المحتملة للتكنولوجيات المستقبلية؛ أوريغامي الحمض النووي على الطباعة الضوئية والهوائيات الكمية لنقل المعلومات بين المصائد الأيونية. بحلول عام 2011، عمل الباحثون على تشابك 14 بت كمومي. أصبحت الإلكترونيات الرقمية السريعة (بما في ذلك تلك القائمة على تقاطع جوزيفسن وتقنية الفيض الكمي المفرد السريع) أكثر قابلية للتحقق مع اكتشاف الموصلات الفائقة النانوية.
بدأت مراكز البيانات باستخدام أجهزة الألياف البصرية والضوئية، التي سبق استخدامها لنقل البيانات عبر مسافات طويلة، إلى جانب مكونات ذاكرة وحدة المعالجة المركزية وأشباه الموصلات. أتاح ذلك فصل ذاكرة الوصول العشوائي عن وحدة المعالجة المركزية عن طريق توصيلات بينية بصرية. أنشأت شركة آي بي إم دارة متكاملة مع معالجة المعلومات الإلكترونية والبصرية في شريحة إلكترونية واحدة. يُشار إلى ذلك بـ«بصريات النانو المتكاملة بتقنية سيموس». تتمثل أحد مزايا التوصيلات البينية البصرية في أن اللوحات الأم التي كانت تتطلب في السابق نوع منظومة معين على رقاقة ما؛ يمكنها الآن نقل الذاكرة المخصصة سابقًا ومتحكمات الشبكة خارج اللوحات الأم، ما يؤدي إلى نشر المتحكمات على الحامل. يسمح هذا بتوحيد التوصيلات البينية للسطح الخلفي واللوحات الأم لأنواع متعددة من وحدات المنظومة على الرقاقة، ما يسمح بتحديث وحدات المعالجة المركزية في الوقت المناسب.
يوجد مجال آخر للبحث هو الإلكترونيات الدورانية. يمكن أن توفر الإلكترونيات الدروانية طاقة الحوسبة والتخزين، دون تراكم الحرارة. يجري عمل بعض البحوث حول الرقاقات الهجينة، التي تجمع بين الضوئيات والإلكترونيات الدورانية. هناك أيضًا أبحاث جارية حول الجمع بين البلازمونيات والضوئيات والإلكترونيات. 

### الحوسبة السحابية
تعد الحوسبة السحابية نموذجًا يسمح باستخدام موارد الحوسبة، مثل الخوادم أو التطبيقات، دون الحاجة إلى تفاعل كبير بين مالك هذه الموارد والمستخدم الذي يستخدمها. عادةً، يقدَم هذا النموذج كخدمة ما يجعله مثالًا آخرًا على البرمجيات كخدمة، والمنصة الخدمية، والبنية التحتية كخدمة حسب الأداء الوظيفي المتوفر. تشمل الخصائص الرئيسية الوصول عند الطلب، والوصول الواسع إلى الشبكة، والقدرة على التحجيم السريع. يجري أيضًا الحديث عن الحوسبة السحابية فيما يتعلق بحفظ الطاقة. يمكن أن يكون السماح بآلاف مثيلات الحوسبة على جهاز واحد بدلًا من آلاف الأجهزة الفردية طريقة لتوفير الطاقة. تسهّل أيضًا العملية الانتقالية إلى مزيد من الطاقة المتجددة لأنك ستحتاج فقط إلى مصف خوادم واحد بمجموعة من اللوحات الضوئية الجهدية أو عنفات الرياح بدلًا من ملايين المنازل السكنية. مع ذلك، فإن الحوسبة التي تُجرى من موقع مركزي لها تحدياتها الخاصة. تتضمن أهم هذه التحديات؛ الأمن. مع الحوسبة السحابية، فإن الشركات غير ملزمة بإعلامك عن البيانات التي لديها عنك، أو أين يُحتفظ بها، أو كيف يستخدمونها. لم تُهيأ بعد القوانين في العصر الحديث  للتعامل مع هذه الحالات. في المستقبل، سيضطر المشرعون في العديد من البلدان إلى الضغط لتنظيم الحوسبة السحابية وحماية خصوصية المستخدمين. تعتبر الحوسبة السحابية أيضًا طريقة تتيح للمستخدمين الفرديين أو الشركات الصغيرة للاستفادة من وفورات الحجم. في حين أن البنية التحتية للحوسبة السحابية غير متطورة حاليًا إلى حد لا يمكنها إفادة المجتمع العلمي، لكنها في غضون سنوات قليلة من التطوير يمكن استخدامها أيضًا لمساعدة مجموعات البحث الأصغر على الحصول على قوة الحوسبة التي تحتاج إليها للإجابة عن الكثير من أسئلة العالم.

### الحساب الكمومي
يعد الحساب الكمومي (أو الحوسبة الكمية) مجالًا من مجالات البحث التي تجمع بين تخصصات علوم الحاسوب، ونظرية المعلومات، وفيزياء الكم. تعتبر فكرة كون المعلومات جزءًا أساسيًا من الفيزياء جديدة نسبيًا، ولكن يبدو أن هناك صلة قوية بين نظرية المعلومات وميكانيكا الكم. بينما تعمل الحوسبة التقليدية على نظام ثنائي من الواحدات والأصفار، فإن الحوسبة الكمية تستخدم البت الكمي. تمتلك البتات الكمية القدرة على أن تكون في وضع التراكب الكمي، ما يعني أنها تكون في كلتي الحالتين، الواحد والصفر، في آن واحد. يعني هذا أن البت الكمي لا يكون في موقع ما بين 1 و0، ولكن في الواقع سوف تتغير قيمة البت الكمي حسب وقت قياسه. تسمى هذه الخاصية للبت الكمي بالتشابك الكمي، وتعد الفكرة الأساسية للحوسبة الكمية، وما يسمح للحواسيب الكمية بالقيام بالمعادلات كبيرة الحجم التي لأجلها تُستخدم تلك الحواسيب. غالبًا ما تُستخدم الحوسبة الكمية للبحث العلمي حيث لا يملك الحاسوب العادي القدرة الحسابية الكافية للقيام بالعمليات الحسابية الضرورية. تتضمن الأمثلة الجيدة على ذلك النمذجة الجزيئية. تعتبر الجزيئات الكبيرة أكثر تعقيدًا من أن تحسب الحواسيب الحديثة ما يحدث لها خلال التفاعل، ولكن قدرة الحواسيب الكمية يمكن أن تفتح الأبواب لمزيد من فهم هذه الجزيئات.

## حوسبة الأعمال
- برمجيات المحاسبة Accounting software
- تصميم بواسطة الحاسوب Computer-aided design
- تصنيع بواسطة الحاسوب
- Computer-assisted dispatch
- إدارة علاقات الزبائن
- مستودع البيانات
- نظام دعم القرار Decision support system
- معالجة البيانات الالكترونية Electronic data processing
- تخطيط موارد المشاريع Enterprise resource planning
- نظام المعلومات الجغرافي Geographic information system
- نظام المعلومات الإداري Management information system
- تخطيط متطلبات المواد Material requirements planning
- إدارة المشاريع الاستراتيجية Strategic enterprise management
- إدارة سلسلة التزويد Supply chain management
- إدارة دورة حياة المنتج Product Lifecycle Management
- حوسبة أداتية Utility Computing

## عوامل إنسانية
- تفاعل إنساني-حاسوبي Human-computer interaction
- إتاحة Accessible computing
- صلاحيه Usability
- التصميم الشامل Universal Design

## أمن الحاسوب
- علم التعمية Cryptology - تعمية cryptography - نظرية المعلومات information theory
- كسر حمايات البرمجيات Software cracking - اتصال شيطاني demon dialing - اختراق (معلوماتية) Hacking
- هندسة اجتماعية (أمن الحواسب) - Dumpster diving
- الأمن المادي - Black bag job
- لاأمان الحاسوب Computer insecurity
- جاسوسية رقمية
- برمجة دفاعية defensive programming
- برمجيات خبيثة برمجيات خبيثة
- هندسة أمنية security engineering

## بيانات

### بيانات عددية
- نمط بيانات صحيحة integral data types - البت، البايت, الخ.
- نمط بيانات حقيقي:
  - فاصلة عائمة (دقة أحادية، دقة مضاعفة, الخ.)
  - فاصلة ثابتة
  - عدد منطق
- عشري Decimal
  - عشري ثنائي-التشفير Binary-coded decimal أو (BCD)
  - إكسيس-3 أو Excess-3 أو BCD (XS-3)
  - نظام عد ثنائي خماسي
- أنظمة عد: ثنائي - ثماني - عشري - ستة عشري
- رياضيات الحاسوب - صيغ العد الحاسوبية -

### بيانات حرفية
- التخزين: حرف - String - نص Text - نص مجرد Plain text
  - تمثيل: أسكي ASCII - يونيكود Unicode - ملتيبايت Multibyte

- كود التبادل الموسع للترميز العشري الثنائي (Widecharacter، Multicharacter) - Fieldata - Baudot

### أنماط أخرى من البيانات
- ضغط البيانات Data compression
- معالجة الإشارات الرقمية Digital signal processing
- معالجة الصور Image processing
- Indexed
- إدارة البيانات Data management

## هندسة ميكاترونيكس
- بطاقة مثقبة
- خرامة
- جهاز سجل الوحدات

## أصناف الحواسب
- حاسوب تمائلي Analog computer
- آلة حاسبة Calculator
- حاوب مكتبي Desktop computer
- مفكرة مكتبية Desknote
- حاسوب رقمي Digital computer
- نظام مضمن
- حاسوب منزلي Home computer
- حاسوب محمول Laptop
- حاسوب كبير
- حاسوب صغري Minicomputer
- حاسوب ميكروي Microcomputer
- حاسوب شخصي Personal computer
- مساعد رقمي شخصي Personal digital assistant (مثل : بي دي إي، أو حاسوب كفي Handheld computer)
- مخدم Server
- حاسوب فائق Supercomputer
- حاسوب لوحي
- نظام لعبة فيديو
- محطة عمل Workstation

## الشركات الحالية
- حاسوب آبل Apple Computer
- آفايا أفايا
- ديل Dell, Inc
- فوجيتسو
- Gateway Computers
- غروب بول
- هيوليت باكرد Hewlett-Packard
- هيتاشي
- آي بي إم
- ميكروسوفت
- إن إي سي NEC Corporation
- NetCB
- نوفيل Novell
- ريد هات Red Hat
- سيليكون غرافيكس Silicon Graphics
- سن ميكروسيستمز Sun Microsystems
- يونيسيس Unisys
- سيمنس

## منظمات
- رابطة مكائن الحوسبة (ACM)
- جمعية الحاسبات البريطانية (BCS)
- Association for Survey Computing (ASC)
- جمعية مهندسي الكهرباء والإلكترونيات (IEEE), in particular the جمعية الحاسوب IEEE
- مؤسسة المهندسين الكهربائيين
- اللجنة الكهروتقنية الدولية (IEC)

==Standards organizations and consortia== (see also توحيد معياري)
- اللجنة الكهروتقنية الدولية (IEC)
- المنظمة الدولية للمعايير (ISO)
- جمعية مهندسي الكهرباء والإلكترونيات (IEEE)
- قوة مهمات هندسة الإنترنت (IETF)
- رابطة الشبكة العالمية (W3C)

## مواضيع متنوعة
- قائمة أصول مصطلحات الحاسوب List of computer term etymologies
- تحميل (حوسبة) Load (computing
- حوسبة اللغة الهندية Indian Language Computing
- وحدة المنطق الحسابية
- حوسبة أوراكل السحابية
- الحوسبة الاجتماعية